# Plessis-Saint-Jean
Plessis-Saint-Jean ist eine französische Gemeinde mit 218 Einwohnern (Stand: 1. Januar 2022) im Département Yonne in der Region Bourgogne-Franche-Comté; sie gehört zum Arrondissement Sens und zum Kanton Thorigny-sur-Oreuse (bis 2015: Kanton Sergines).

## Geographie
Plessis-Saint-Jean liegt etwa 16 Kilometer nordnordöstlich von Sens. Umgeben wird Plessis-Saint-Jean von den Nachbargemeinden Compigny im Norden, Pailly im Osten, Thorigny-sur-Oreuse im Südosten, La Chapelle-sur-Oreuse im Süden, Michery im Südwesten sowie Sergines im Westen.

## Bevölkerungsentwicklung
| Jahr                      | 1962 | 1968 | 1975 | 1982 | 1990 | 1999 | 2006 | 2013 |
| Einwohner                 | 244  | 228  | 185  | 191  | 184  | 186  | 219  | 217  |
| Quelle: Cassini und INSEE |      |      |      |      |      |      |      |      |

## Persönlichkeiten
- Louis Auguste Mercier (1811–1881), Mediziner und Chirurg

## Sehenswürdigkeiten
- Kirche Saint-Jean-l’Evangeliste-et-Saint-Lupin

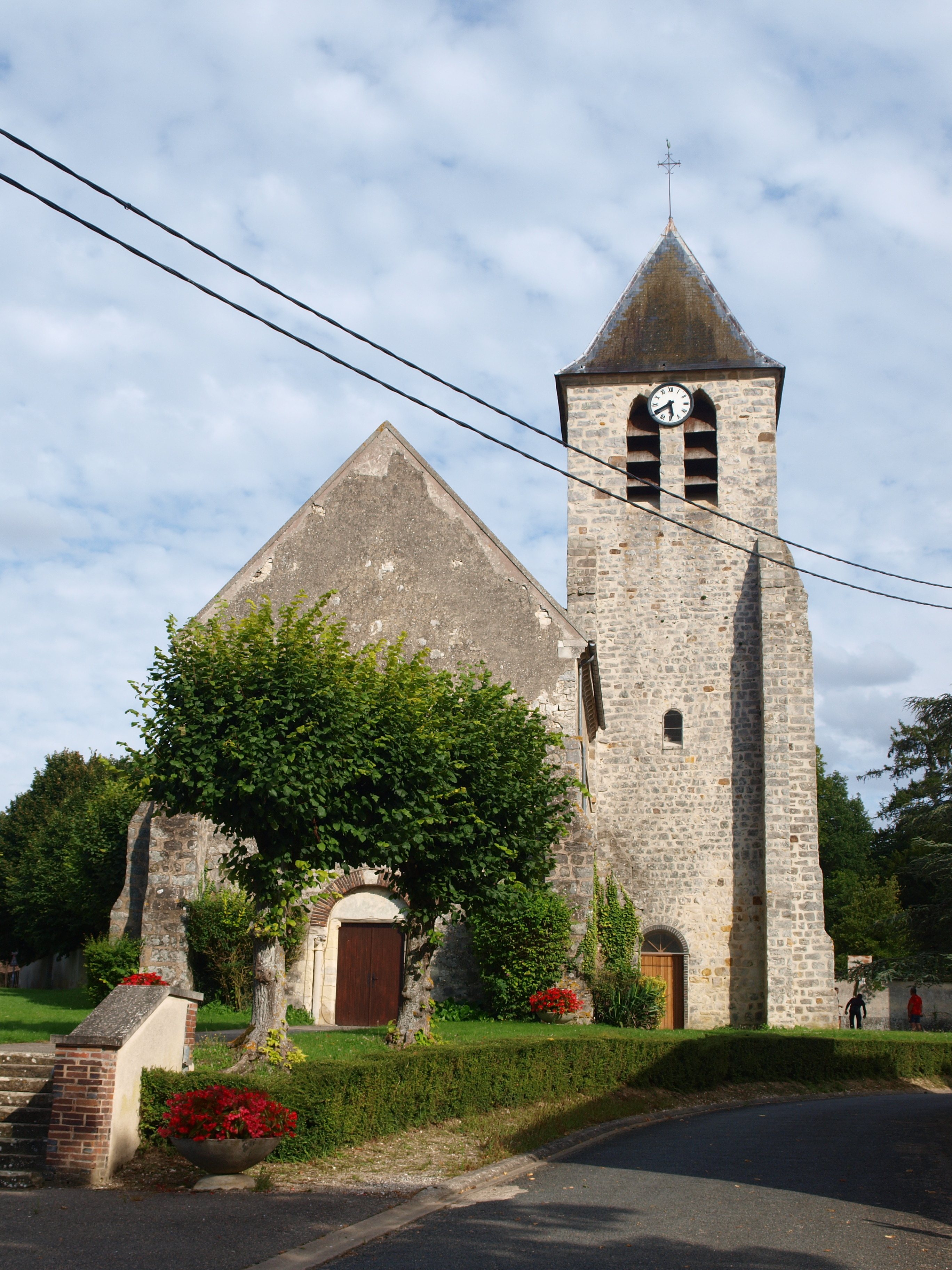
Kirche Saint-Jean-l’Evangeliste-et-Saint-Lupin

- Schloss Plessis-Saint-Jean